# Топонимия Калмыкии

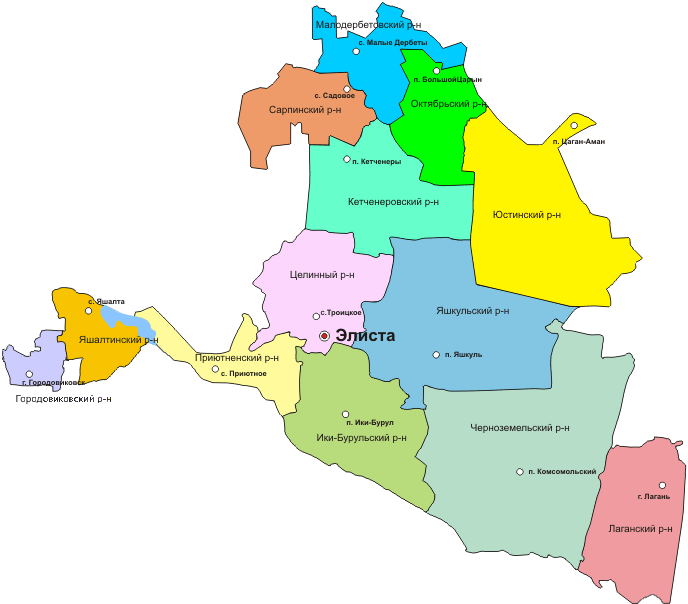
Административное деление Калмыкии

Топонимия Калмыкии — совокупность географических названий, включающая наименования природных и культурных объектов на территории Калмыкии. Состав топонимии региона, обусловленный его богатой историей и этническим составом населения, включает названия, происходящие из тюркских, монгольских, немецкого и славянских (русского) языков.

## Формирование топонимии
Согласно схеме топонимического районирования В. А. Жучкевича, Калмыкия относится к топонимическому региону «Нижнее Поволжье».
Топонимия Калмыкии является сложной и разнообразной. Её структуру обусловили многочисленные переселения разноязычных народов и племен на территории современной Калмыкии. Согласно исследованию Н. А. Кичиковой, в топонимии Калмыкии выявлены следующие языковые пласты:
- топонимы тюркского происхождения (3,3 %),
- монгольского происхождения (около 60 %),
- немецкого происхождения (0,3 %)
- славянского (русского) происхождения (свыше 30 %)[2].

Территория Калмыкии в древности была заселена представителями многочисленных племен и народов. Последовательно на территории Волго-Донского междуречья друг друга сменяли практически все народы степной полосы Восточной Европы: киммерийцы, скифы, сарматы, гунны, печенеги, половцы. Территория современной Калмыкии была центром одного из ранних государственных образований Восточной Европы — Хазарии, оказавшей глубокое влияние на историю Европы и Азии. В XIII веке вся данная территория оказалась под властью Золотой Орды, после распада которой здесь кочевали ногаи. С этим этапом истории Калмыкии связаны немногочисленные сохранившиеся топонимы тюркского происхождения (река Яшкуль)

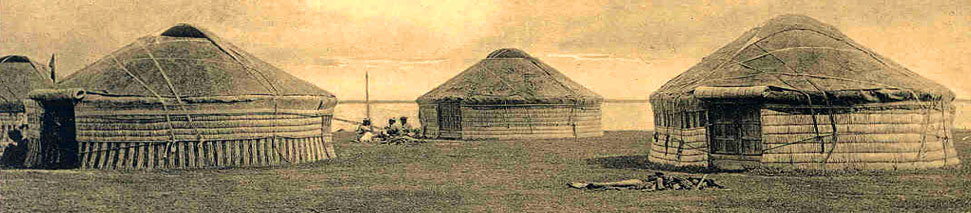
Национальное жилище Калмыков до XIX века

Калмыки (ойраты) начали заселять пространства между Доном и Волгой с середины XVII века, основав здесь Калмыцкое ханство. Переселение привело к формированию обширного слоя топонимов монгольского (калмыцкого) происхождения (например, ойконимы — город Лагань, село Малые Дербеты (калм. Баһ Дөрвд), посёлок Ханата, гидронимы — реки Кегульта, Наин-Шара, озеро Деед-Хулсун)
С начала XVIII века начинается поэтапная крестьянская колонизация Нижнего Поволжья, на территорию Калмыкии переселяются крестьяне из Воронежской, Екатеринославской, Таврической, Черниговской, Полтавской, Харьковской, Курской, Тульской, Тамбовской, Саратовской губерний (переселялись также немцы, эстонцы). С этими процессами связано появление топонимов славянского (Троицкое, Вознесеновка), немецкого (Розенталь, Фриденталь) и эстонского (Эсто-Алтай) происхождения на территории Калмыкии.
В 1924 году, после образования Калмыцкой автономной области в Калмыкию стали переселяться калмыки, проживавшие за пределами области. Об этих исторических событиях напоминают ойконимы на территории Городовиковского и Яшалтинского районов, такие как Дон-Урал, Потап-Беляевск, Денисовка.
В целом, в 1920-е — 1930-е годы на территории Калмыкии происходят массовые переименования географических объектов, в результате которых произошли серьёзные изменения в топонимии, сформировалось новое представление о месте топонима в общественном сознании. Географическим названиям придаётся политическое значение. Возникают разнообразные символические топонимы или названия, производные от абстрактных понятий (Ревдольган (Революционная Волна), Красный Партизан, Красный Маныч). Многим населённым пунктам и прочим географическим объектам присваиваются имена деятелей революции и Гражданской войны: Ленина, Кирова, Молотова, Калинина, Ворошилова, Куйбышева, Будённого, Городовикова, Джалыкова, Канукова, Чапчаева, Хомутникова и др.
Депортация калмыков и ликвидация Калмыцкой автономной области в 1943 году привела к очередной волне переименований различных географических объектов: стирались все следы пребывания калмыков на территории республики.
При переименовании населенных пунктов и других географических объектов Калмыкии осуществлялись:
- полный перевод топонима на русский язык (Бургуста → Лозовой, пос. Шин-Бядл → Новая жизнь, пос. Шин Тег → Новая степь);
- частичный перевод названия или гибридное переименование: пос. Хойр Толга (букв, «две головы») → Головное, пос. Цаган Сала → пос. Овражный (калм. сала — «балка»);
- псевдоадаптация: пос. КолончеБоро → с. Каланчевское;
- полное изменение: пос. Лиджин Худук («колодец Лиджи») → с. Дмитриевское, пос. Тавн-Толган — пос. Октябрьский, пос. Хуншуки — пос. Манычский.

При этом полная замена названия происходила в 90 % от общего количества переименований за годы депортации. Переименовывались не только населенные пункты, но названия урочищ, озёр и рек (река Элиста → Пригородная, река Яшкуль → Камышовая).
Восстановление калмыцкой автономии в 1957—1958 годах привело к возвращению топонимов калмыцкого происхождения (Красное → Улан Эрге, Камышевка → Ханата). В 1970—1980-х появляются новые топонимы, связанные с развитием орошаемого земледелия (совхозы «Восход», «Калмыцкий», «Джангар»).

## Состав топонимии
По состоянию на 15 декабря 2022 года, в Государственном каталоге географических названий в Республике Калмыкия зарегистрировано 1571 название географических объектов, в том числе — 265 названий населённых пунктов. Ниже приводятся списки топонимов крупнейших природных объектов и населённых пунктов Республики Калмыкия с указанием их вероятной этимологии и происхождения.

### Гидронимы
Большая часть гидронимов Калмыкии имеет калмыцкое происхождение: реки Хара-Булук, Хара-Зуха, Улан-Зуха, Ялмата, лиман Арал-Эмке, озера Деед-Хулсун, Кёк-Хаг, Цаган-Нур и мн. др. Лишь немногие гидронимы имеют тюркское происхождение: река Яшкуль (тюрк. — молодое озеро), река Кума (тюрк. — песок). Некоторые гиронимы имеют славянское или смешанное происхождение: лиман Долгонький, озера Долгое, Воробьёво, Светлое, Маныч-Гудило.
Как правило, названия водных объектов связаны с тем или иным специфическим признаком самого объекта, например, отражают характер грунта, почвы (река Элиста; от калм. элсн — песок), специфику животного мира (река Ялмата; от калм. ялмн — тушканчик), указывают на форму, размер водного объекта (река Большой Гок; вторая часть от калм. hо — прямой), указывают на местоположение однотипны объектов (река Дальняя Ласта, река Средняя Ласта, река Ар-Хара; первая часть от калм. ар — задняя сторона)
Некоторые гидронимы отражают специфику культуры, быта, хозяйства людей, проживавших на данной территории, например: озеро Батыр-Мала (крепкий скот), озеро Аршань-Зельмень (калм. аршан — целебный источник, исцеляющий напиток + калм. зелм — напиток, нектар), река Зельмень.

### Ойконимы
Большая часть ойконимов Калмыкии имеет калмыцкое или русское происхождение. Как и прочие топонимы, ойконимы Калмыкии можно разделить на две группы:
- отражающие физико-географические свойства объекта и особенности окружающей его среды. К ним относятся ойконимы, отражающие животный и растительный мир (посёлок Зултурган (калм. зултрhн — «прутняк»), хутор Терновый, посёлок Шарлджин (калм. Шарлҗн — «полынь»), посёлок Могата (от калм. моhа — «змея», букв, «змеиный»), указывающие на слагающие породы, почвы (город Элиста (от калм. элсн — «песок»), посёлок Песчаный), содержащие в своем составе цветовые обозначения (посёлки Белоозёрский, Цаган-Нур (калм. Цаhан нур — «белое озеро»)), содержащие в своем составе количественные обозначения (посёлки Долан (калм. долан — «семь») и Зурган (калм. зурhан — «шесть»)), образованные от географических терминов (посёлки Балковский и Лиманный), отражающие местоположение объекта (посёлки Дорожный и Дунд Джалг (калм. дунд җалh — «средняя балка»)[2].
- связанные с жизнью и деятельностью людей, заселявших территорию Калмыкии. Из наиболее распространены ойконимы этнонимического происхождения: посёлки Бага-Бурул Ики-Бурульского и Городовиковского районов (Бага Бурулы соответственно Манычского и Большедербетовского улусов), посёлок Бага-Чонос (Бага Чоносы Манычского улуса), Цорос (Цоросы Большедербетовского улуса); отантропонимические ойконимы: село Воробьёвка, посёлок Коробкин, посёлок Лазаревский; ойконимы, отражающие духовную культуру народа: сёла Вознесеновка и Троицкое; ойконимы, связанные с промыслом, занятием людей: посёлки Буровой и Рыбачий[2].

### Оронимы
Оронимия Республики Калмыкия обусловлена в первую очередь её географическим положением, а также особенностями рельефа территории. В названиях оронимических объектов нашли отражение флора и фауна территории, особенности почвы, практическая деятельность населения, его мировоззрение. Большинство оронимов на территории Калмыкии имеют калмыцкое происхождение (курган «Хоюр-Толга» калм. хойр толhа — две головы или два брата) либо являются кальками с калмыцкого языка (курган «Три брата»).
Для Калмыкии характерна метафоричность оронимических названий. Среди них широко представлены антропологические метафоры, что связано с представлениями о природе как о живом существе. Отдельные оронимы, восходящие к калмыцкому языку, образованы при участии анатомических терминов, обозначающих названия частей тела человека и животных. Наиболее частотные элементы названий: хамур (калм. хамр) — «нос», нурга (калм. нурhн) — «спина», толга (калм. толhа) — «голова».
В целом, оронимы Калмыкии можно разделить на две большие группы:
- Оронимы, характеризующие особенности живой и неживой природы объектов;
- Оронимы, характеризующие особенности хозяйственной деятельности человека и его мировоззрение.

К первой группе относятся оронимы, отражающие цветовую характеристику объекта (Хара Сала/ Хар Сала (калм. Хар сала) — «черная балка», Хара-Зууха (калм. Хар Зуух)- «черная балка, яма», Кек булук (калм. Көк Булг) — «голубой родник», Бор-сала — «серая балка», Цаган-Толга — «белый курган, холм», Гал-Толга (калм. Һал толhа) — «огненный курган»), относительный размер орообъекта (Большие курганы, балки: Большая, Большая Джеджина, Большая Зюста, Малая Элиста, Широкая); характерную, индивидуализирующую форму орообъекта (Маштык-Хомур (калм. Маштг хамр) — «низкий нос», Хребет Хамур (от калм. хамр — «нос»)), указывающие на слагающие породы, почвы, минералы, встречающиеся на оронимических объектах (Элиста-Сала «Песчаная Балка», Песчаная, Каменная (балки), курган Каменный); отражающие местоположение объекта (Наин-Шара — «80 ручьев», Хурын-Сала (от калм. «хурл» — монастырь), содержащие числовые показатели (Хоюр-Толга — «два брата», Пять Курганов, курганы Три Брата), отражающие оценочную характеристику орообъекта (балки Амта-Бургуста (Амта — «сладкий, пресный»), Гашун (калм. Һашун) — «горькая», Гашун-Уста, Гашун-Сала, Гашун-Бургуста, Малыш), характерную флору (былки Бургуста — «вербовая», Бурота — «лозовая», Кегульта — «терновая», Зегиста — «с чаканом, с тростником», Альмата — «яблоневая», Ласта/Уласта — «тополевая», Лозовая, Терновая) и фауну региона (Мугата-Сала — «змеиная балка», Ялмата — «тушканья»).
По характеру отражения деятельности человека наиболее распространены оронимы, связанные с общественной жизнью и духовной культурой народа, содержащие информацию о мировоззрении населения. Данную группу топонимов составляют географические имена, связанные с духовной культурой и отражающие религиозно-мифологические воззрения калмыков. Часто они имеют наиболее древнее происхождение и несут в себе ценную информацию о религиозных верованиях, всевозможных обычаях и обрядах предков нынешних калмыков, например: балка Аршань, балка Русская Аршань, бугор Аршаньский (от калм. аршан — "«целебный источник, исцеляющий напиток»).